# Bienvenido Troncoso
Bienvenido Troncoso (* 22. März 1909 in Santiago de los Caballeros; † 1. Dezember 1961 in Santo Domingo) war ein dominikanischer Sänger, Gitarrist und Komponist.

## Leben und Wirken
Troncoso war einer der wichtigsten dominikanischen Sänger und Komponisten des frühen 20. Jahrhunderts. Auf Plattenaufnahmen des Trío Borinquen aus dem Jahr 1927 finden sich Lieder Troncosos wie Allá en el edén, Ansias locas, Las notas de mi lira, A Natalia und Pálida como un lirio.
1929 wurde er Mitglied der Grupo Dominicano, mit der er in New York Aufnahmen für RCA Victor einspielte. Meist sang er dabei die zweite Stimme neben Eduardo Brito und spielte die Gitarrenbegleitung. Aufgenommen wurden u. a. Troncosos Kompositionen Mi llegada a Macorís, Ingrata, Yo no creí, El triunfo und Tu desdén.
Im Laufe der Jahre wurden Troncosos Lieder von Musikern wie Francis Santana und Pedro Licinio Valerio, dem Cuarteto Marcano, dem Trío Añoranzas, dem Duo Emilio Capacetti-Miguel Ángel Torres und dem Duo Víctor Víctor sowie von Francis Santana gesungen und aufgenommen. Er selbst unternahm Konzertreisen durch die USA, Kuba und Puerto Rico und hinterließ eine große Zahl repräsentativer karibischer Musikstücke.